# Qilinyu rostrata
Qilinyu rostrata Zhu et al., 2016 è un vertebrato estinto appartenente ai placodermi. Visse nel Siluriano superiore (circa 419 milioni di anni fa) e i suoi resti fossili sono stati ritrovati in Cina.
È considerato un fossile importante per capire l'evoluzione delle mascelle.

## Descrizione
Questo arcaico pesce corazzato doveva essere lungo una ventina di centimetri. La testa e la metà anteriore del corpo erano racchiusi in una struttura di piastre ben salde fra loro e dalla superficie ricoperta da piccoli tubercoli (più fini nella corazza che ricopriva la testa). La testa era a forma di cuneo, larga e dal cranio a cupola e dal rostro ricurvo leggermente all'insù; in vista laterale doveva ricordare vagamente quella di un delfino. Appena dietro il cranio erano presenti due spine piatte e larghe appaiate, dietro le quali si trovavano le pinne pettorali. 
Qilinyu era dotato di fauci costituite da tre ossa: premascella, mascella e dentale. Queste caratteristiche si rinvengono in un altro placoderma arcaico del Siluriano della Cina, Entelognathus, peraltro dalla morfologia nettamente distinta.

## Classificazione
Qilinyu rostrata venne descritto per la prima volta nel 2016 sulla base di due esemplari notevolmente conservati in tre dimensioni; questo animale era senza dubbio un placoderma, ma possedeva chiaramente fauci dotate delle tipiche tre ossa che si riscontrano nei pesci ossei (osteitti); i placodermi successivi del Devoniano, invece, erano dotati di piastre gnatali. 
Non è chiaro a quale gruppo di placodermi appartenesse Qilinyu; nelle analisi cladistiche dello studio di Zhu e colleghi questo animale risulta essere il sister taxon dell'altro placoderma cinese del Siluriano, Entelognathus (Zhu et al., 2016).

## Significato dei fossili
La scoperta di Qilinyu corrobora l'idea che le piastre simili a denti dei placodermi (non vere mascelle) e le mascelle dei pesci ossei e cartilaginei siano strutture omologhe, derivate dalle stesse strutture. I ritrovamenti di Qilinyu ed Entelognathus hanno permesso di screditare del tutto l'ipotesi che i due tipi di fauci non fossero omologhe, e hanno permesso di comprendere meglio l'evoluzione del complesso mascellare, una componente chiave della diversificazione di molti vertebrati odierni. 